# Awka

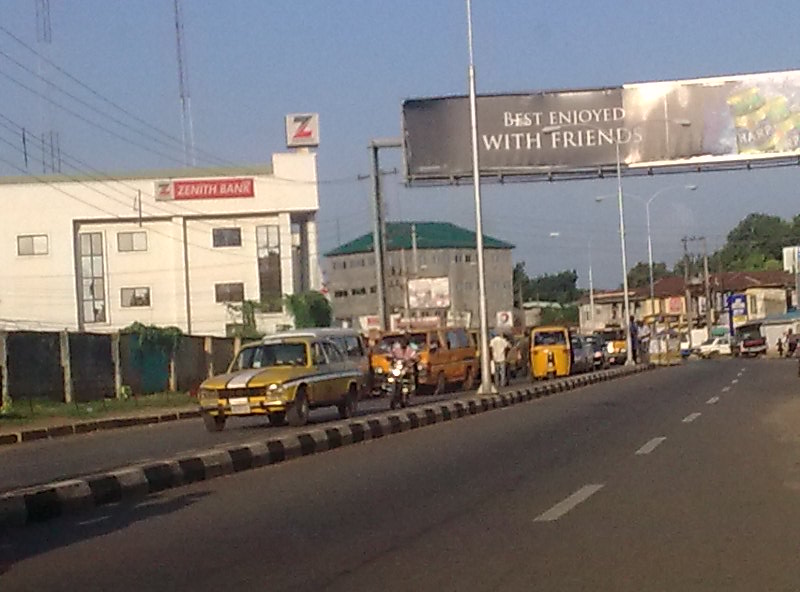
Awka

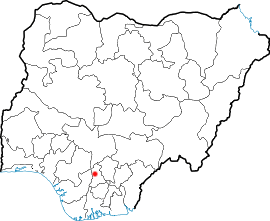
Awakas läge

Awka (tidigare Oka) är en stad i södra Nigeria. Den är administrativ huvudort för delstaten Anambra och har ungefär 150 000 invånare (uppskattning från 2006). Befolkningen tillhör främst den etniska gruppen igbo.
Området kring Awka var centrum för Nrikulturen som runt år 900 framställde de tidigaste dokumenterade bronshantverken i Afrika söder om Sahara (vilka återfunnits i närliggande Igbo-Ukwu).